# Президент Хейс (футбольный клуб)
«Президе́нт Хе́йс» (исп. Club Presidente Hayes) — парагвайский футбольный клуб из района (баррио) Такумбу́ столицы страны Асунсьона. В настоящий момент выступает в третьем по уровню дивизионе чемпионата Парагвая. В 1952 году клуб единственный раз в истории стал чемпионом Парагвая.

## История
После Парагвайской войны Аргентина предъявляла территориальные претензии к Парагваю, часть которых была удовлетворена; но принадлежность части земель (между реками Верде и главным рукавом реки Пилькомайо), по которым соглашение так и не было достигнуто, была вынесена на суд третейского судьи, в роли которого выступил президент США Ратерфорд Хейс (в русскоязычных источниках также встречается транскрипция фамилии Хейз). Он решил спор в пользу Парагвая, поэтому оказался популярной в стране фигурой. В частности, в честь Хейса назван департамент Пресиденте-Аес.
Футбольный клуб, названный в честь 19-го президента США, был основан в столице Парагвая 8 ноября 1907 года. В 1911 году команда выиграла Второй дивизион и впервые в истории пробилась в элиту. Впрочем, в сезоне 1912 года у клуба возникли институциональные проблемы — на некоторые матчи команда просто не являлась и получала технические поражения. До 1917 года «Президент Хейс» вовсе прекратил всяческую деятельность. Вновь в Примеру команда вернулась в 1920 году, и впоследствии неоднократно становилась победителем Второго дивизиона (под разными названиями этого турнира) — по состоянию на 2021 года, «Президент Хейс» восемь раз выигрывал второй эшелон парагвайского футбола.
В 1952 году «янки» сумели выиграть чемпионат Парагвая. Команда набрала 28 очков в 20 турах, и на четыре балла опередила ближайших преследователей — «Соль де Америку» и «Либертад». В 1957 году команда вылетела из элиты, тем самым прервался период из 22 лет подряд, когда «Президент Хейс» выступал в Примере — это клубный рекорд. В последний раз в Примере «команда звёздочек» играла в 1999 году. С 2018 года играет в Третьем дивизионе Парагвая (который называется «Примера B»).

## Титулы и достижения
- Чемпион Парагвая (1): 1952
- Победитель Второго дивизиона Парагвая (8): 1911, 1919, 1958, 1967, 1971, 1973, 1974, 1991
- Победитель Третьего дивизиона Парагвая (1): 2006

## Выступления по дивизионам
- Первый дивизион (Примера) (51 сезон): 1912, 1917, 1920, 1921, 1923—1928, 1930, 1931, 1935—1957, 1959, 1961—1965, 1972, 1975, 1992—1999
- Второй дивизион (Дивизион интермедиа[3]) (35 сезонов): 1911, 1918, 1919, 1929, 1958, 1960, 1966—1971, 1973, 1974, 1976—1991, 2000—2003, 2007, 2008
- Третий дивизион (Примера B) (11 сезонов): 2004—2006, 2009—2014, 2018—н.в.
- Четвёртый дивизион (Примера C) (3 сезона): 2015—2017